# Метляев, Василий Кириллович
Василий Кириллович Метляев (14 января 1924, с. Бильчир, Балаганский район, Иркутская область, РСФСР — 1 июля 2014, Херсон, Украина) — советский партийный и государственный деятель, организатор сельскохозяйственного производства, председатель Херсонского облисполкома (1978—1983), Герой Социалистического Труда (1977).

## Биография
Родился в рабочей семье. После окончания фабрично-хаводского училища работал слесарем. В 1942 года вступил в комсомольский отряд сибиряков.
Участник Великой Отечественной войны, наводчик 541-й отдельного зенитного артиллерийского дивизиона 36-й мотострелковой дивизии. В августе 1945 воевал в составе Забайкальского фронта (командир орудия). Участвовал в форсировании Большого Хингана.
Служил в армии до 1947 года. В 1947—1950 годах работал на строительстве Байкало-Амурской магистрали (инспектор отдела и начальник ремонтных мастерских).
В декабре 1950 года по приглашению однополчан переехал в Херсонскую область.
В 1958 окончил Высшую партийную школу при ЦК компартии Украины, работал первым секретарем Высокопольского (1958—1962) и Бериславского (1962—1978) райкомов КПСС.
В 1962 году окончил заочно Херсонский сельскохозяйственный институт (агрономический факультет).
22 декабря 1977 года удостоен звания Героя Социалистического Труда — за разработку модели специализации сельскохозяйственного производства в Бериславском районе Херсонской области, что дало возможность достичь высоких показателей производства продукции земледелия и животноводства.
В 1978—1983 годах — председатель Херсонского облисполкома. Делегат XXVI съезда КПСС (1981).
В 1983—1994 годах на преподавательской работе в Херсонском сельскохозяйственном институте имени А. П. Цюрупы (доцент кафедры организации сельскохозяйственного производства).
Депутат Верховного Совета Украины IX и X созывов, в 1980—1985 годах был председателем планово-бюджетной комиссии Верховного Совета Украинской ССР.
Автор 7 поэтических сборников: «Мой хлебный, мой песенный край» (1992), «Память души» (1995), «Дорогами жизни» (1997), «Откровения» (1999), «Поклонись фронтовику» (1999), «Разговор с Днепром» (2001), «Добру земному» (2004).

## Награды
- Герой Социалистического Труда (1977).
- Ордена: Славы III степени (1945), Отечественной войны II степени (1985), «Ветеран войны» (1945, МНР), «Мы победили» (1946, МНР), Трудового Красного Знамени (1973), Ленина (1966, 1977), Октябрьской революции (1971), Дружбы народов (1984), Богдана Хмельницкого (1999).
- 16 медалей.